# Suffolk Coast and Heaths

Suffolk Coast and Heaths

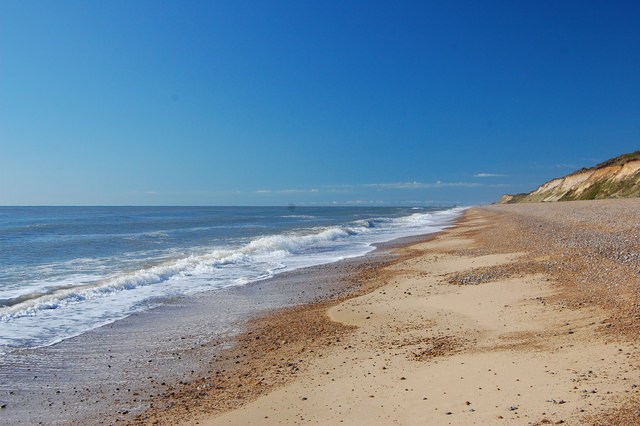
Strand bei den Minsmere Cliffs

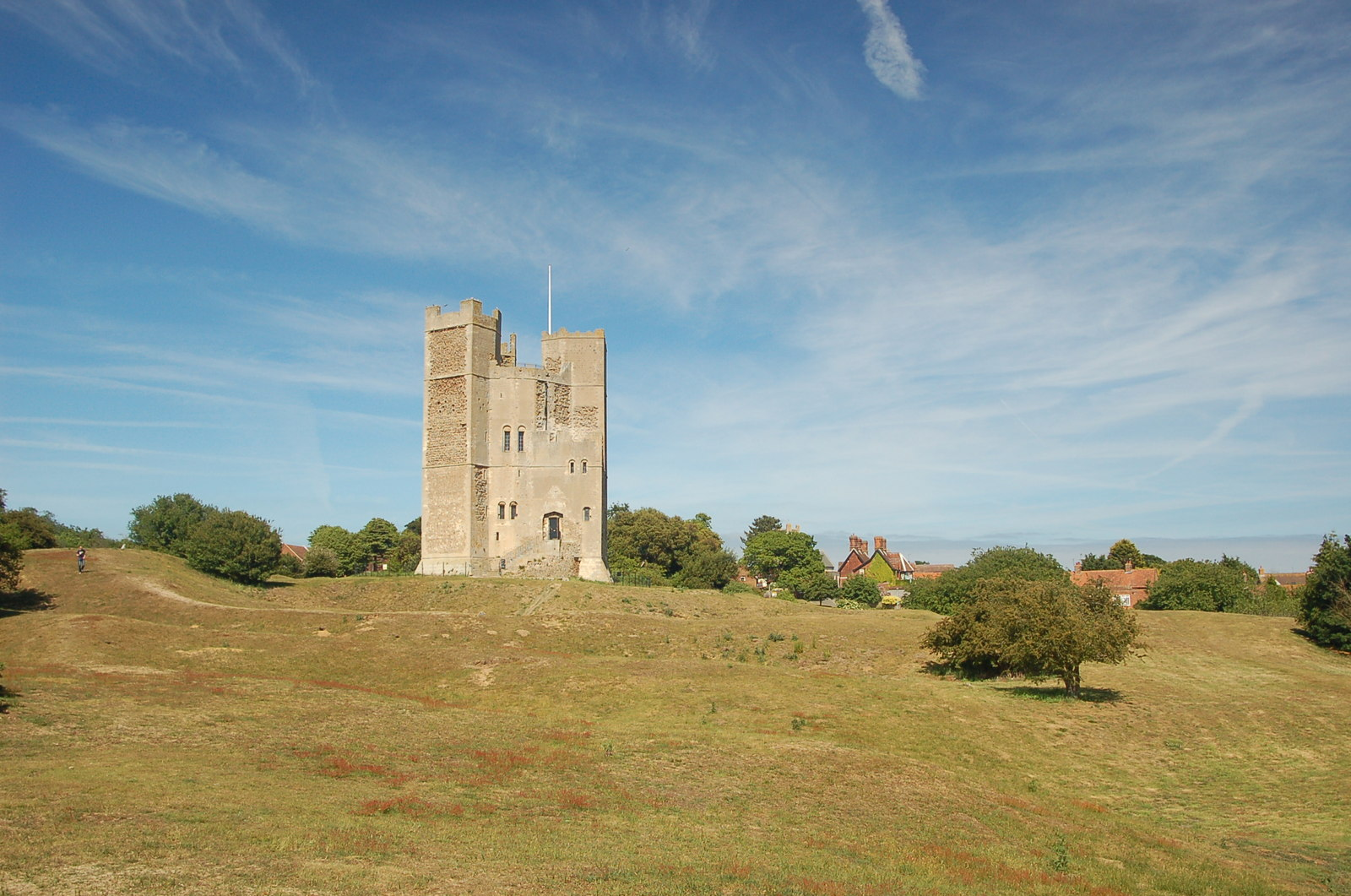
Orford Castle

Die Suffolk Coast and Heaths ist eine im Jahr 1970 als Area of Outstanding Natural Beauty (AONB) eingestufte und eine Fläche von ca. 450 km² umfassende Küsten- und Heidelandschaft im Osten der Grafschaft (county) Suffolk im Südosten Englands.

## Lage
Das etwa 100 km lange, bis zu 15 km breite und maximal etwa 20 m hoch gelegene Schutzgebiet der Suffolk Coast and Heaths ist in Nord-Süd-Richtung orientiert. Es gibt nur wenige Orte und Kleinstädte: Aldeburgh, Southwold, Bawdsey, Covehithe, Dunwich, Minsmere, Orford, Orford Ness, Sizewell, Thorpeness, Walberswick. Größere Städte im Hinterland sind Ipswich und Colchester; zwischen beiden liegt das ebenfalls als AONB geschützte Dedham Vale, das auch als Constable Country bezeichnet wird.

## Geschichte
Im Westen des Schutzgebiets liegt die bedeutende angelsächsische Fundstätte von Sutton Hoo; die hier gemachten Funde befinden sich größtenteils im British Museum in London. In normannischer Zeit entstand u. a. die Burg von Orford. 

## Aktivitäten
Das Urlaubsgebiet der Suffolk Coast and Heaths eignet sich – je nach Interessen- und Wetterlage sowohl für Bade- als auch für Wanderurlaub (Suffolk Coast Path, Sandlings Walk etc.) Historisch und kulturell bedeutsam sind sowohl das anglo-normannische Orford castle als auch die zahlreichen spätmittelalterlichen Dorfkirchen.